# Música para Beber e Brigar
Música Para Beber e Brigar é o segundo álbum de estúdio da banda brasileira Matanza. Foi considerado "ótimo" pela crítica do Zona Punk.

## Faixas
1. "Pé Na Porta, Soco Na Cara"
2. "O Último Bar"
3. "Todo Ódio da Vingança de Jack Buffalo Head"
4. "Maldito Hippie Sujo"
5. "Bota Com Buraco de Bala"
6. "Taberneira, Traga o Gim"
7. "Interceptor V-6"
8. "Busted"
9. "Bom É Quando Faz Mal"
10. "Pandemonium"
11. "Quando Bebe Desse Jeito"
12. "Matarei"
13. "Bebe, Arrota e Peida"